# Sapois (Jura)
Pour les articles homonymes, voir Sapois.
Sapois est une commune française située dans le département du Jura, dans la région culturelle et historique de Franche-Comté et la région administrative Bourgogne-Franche-Comté.
Elle fait partie de la Communauté de communes Champagnole Porte du Haut-Jura.

## Géographie

### Climat
Pour des articles plus généraux, voir Climat de la Bourgogne-Franche-Comté et Climat du département du Jura.
En 2010, le climat de la commune est de type climat de montagne, selon une étude du Centre national de la recherche scientifique s'appuyant sur une série de données couvrant la période 1971-2000. En 2020, Météo-France publie une typologie des climats de la France métropolitaine dans laquelle la commune est dans une zone de transition entre le climat semi-continental et le climat de montagne et est dans la région climatique  Jura, caractérisée par une forte pluviométrie en toutes saisons (1 000 à 1 500 mm/an), des hivers rigoureux et un ensoleillement médiocre. 
Pour la période 1971-2000, la température annuelle moyenne est de 8,9 °C, avec une amplitude thermique annuelle de 16,8 °C. Le cumul annuel moyen de précipitations est de 1 631 mm, avec 13,7 jours de précipitations en janvier et 10,3 jours en juillet. Pour la période 1991-2020, la température moyenne annuelle observée sur la station météorologique de Météo-France la plus proche, « Champagnole », sur la commune de Champagnole à 3 km à vol d'oiseau, est de 9,4 °C et le cumul annuel moyen de précipitations est de 1 573,2 mm. 
La température maximale relevée sur cette station est de 37,5 °C, atteinte le 24 juillet 2019 ; la température minimale est de −23,5 °C, atteinte le 24 décembre 2001,,. 
Les paramètres climatiques de la commune ont été estimés pour le milieu du siècle (2041-2070) selon différents scénarios d'émission de gaz à effet de serre à partir des nouvelles projections climatiques de référence DRIAS-2020. Ils sont consultables sur un site dédié publié par Météo-France en novembre 2022.

## Urbanisme

### Typologie
Au 1er janvier 2024, Sapois est catégorisée commune rurale à habitat dispersé, selon la nouvelle grille communale de densité à sept niveaux définie par l'Insee en 2022.
Elle est située hors unité urbaine. Par ailleurs la commune fait partie de l'aire d'attraction de Champagnole, dont elle est une commune de la couronne,. Cette aire, qui regroupe 43 communes, est catégorisée dans les aires de moins de 50 000 habitants,.

### Occupation des sols
L'occupation des sols de la commune, telle qu'elle ressort de la base de données européenne d’occupation biophysique des sols Corine Land Cover (CLC), est marquée par l'importance des forêts et milieux semi-naturels (68,9 % en 2018), en augmentation par rapport à 1990 (66,6 %). La répartition détaillée en 2018 est la suivante : 
forêts (68,9 %), prairies (19,3 %), zones urbanisées (9,8 %), zones industrielles ou commerciales et réseaux de communication (2 %). L'évolution de l’occupation des sols de la commune et de ses infrastructures peut être observée sur les différentes représentations cartographiques du territoire : la carte de Cassini (XVIIIe siècle), la carte d'état-major (1820-1866) et les cartes ou photos aériennes de l'IGN pour la période actuelle (1950 à aujourd'hui).

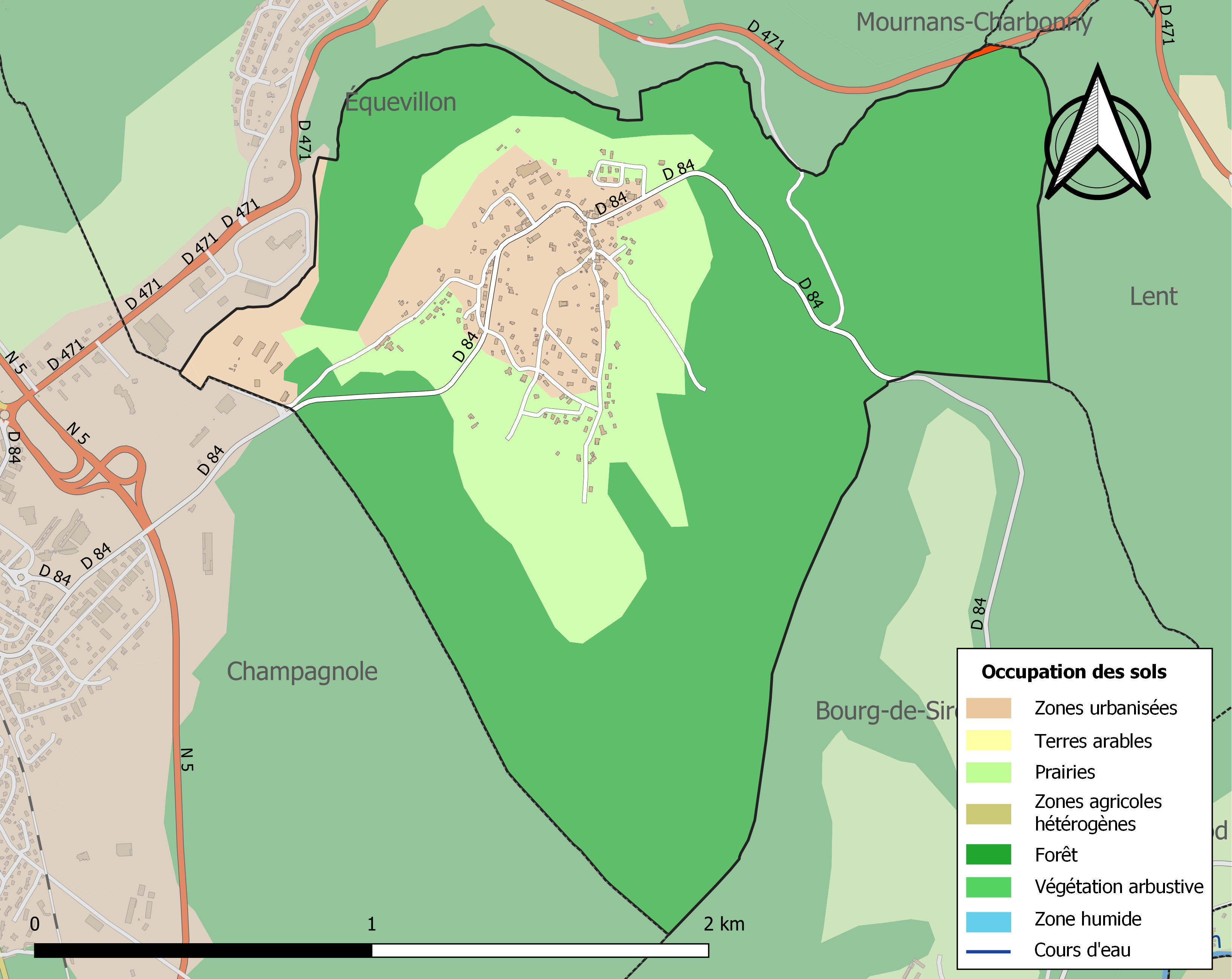
Carte des infrastructures et de l'occupation des sols de la commune en 2018 (CLC).

## Toponymie
La commune s'appelait Sappoy au XIVe siècle,.
Sapois est l'ancienne forme du mot sapinière, basée sur l'ancien français sap « sapin » avec le suffixe -ois forme de l'est (et du nord) prise par le suffixe -ETU servant à désigner un ensemble d'arbres ou de végétaux appartenant à la même espèce. Il a pour équivalent Le Sappey en Isère, formation plus tardive avec l'article défini, attestée sous la forme latinisée de Sapeto au XIe siècle. Le suffixe moderne -aie (chênaie, hêtraie...) est issu de la forme féminine ETA.

## Histoire
La commune était autrefois desservie par les Chemins de fer vicinaux du Jura.

## Politique et administration
| Période    | Période   | Identité            | Étiquette    | Qualité |
| ---------- | --------- | ------------------- | ------------ | --- |
| avant 1981 | ?         | Camille Nicod       |              | |
| mars 2001  | mars 2014 | André Jourdain      | DVD (ex-RPR) | Professeur Ancien sénateur (1989-2001) ancien conseiller général (1982-1994) Président du Conseil Général (1991-1994) |
| mars 2014  | En cours  | Jean-Pierre Masnada | SE           | Agriculteur retraité                                                                                                  |

## Démographie
L'évolution du nombre d'habitants est connue à travers les recensements de la population effectués dans la commune depuis 1793. Pour les communes de moins de 10 000 habitants, une enquête de recensement portant sur toute la population est réalisée tous les cinq ans, les populations de référence des années intermédiaires étant quant à elles estimées par interpolation ou extrapolation. Pour la commune, le premier recensement exhaustif entrant dans le cadre du nouveau dispositif a été réalisé en 2004.

En 2022, la commune comptait 400 habitants, en évolution de +8,7 % par rapport à 2016 (Jura : −0,81 %, France hors Mayotte : +2,11 %).
| 1793 | 1800 | 1806 | 1821 | 1831 | 1836 | 1841 | 1846 | 1851 |
| ---- | ---- | ---- | ---- | ---- | ---- | ---- | ---- | ---- |
| 141  | 160  | 171  | 141  | 175  | 190  | 168  | 180  | 177  |

| 1856 | 1861 | 1866 | 1872 | 1876 | 1881 | 1886 | 1891 | 1896 |
| ---- | ---- | ---- | ---- | ---- | ---- | ---- | ---- | ---- |
| 164  | 161  | 165  | 186  | 172  | 150  | 142  | 146  | 120  |

| 1901 | 1906 | 1911 | 1921 | 1926 | 1931 | 1936 | 1946 | 1954 |
| ---- | ---- | ---- | ---- | ---- | ---- | ---- | ---- | ---- |
| 159  | 125  | 127  | 121  | 127  | 136  | 145  | 135  | 138  |

| 1962 | 1968 | 1975 | 1982 | 1990 | 1999 | 2004 | 2006 | 2009 |
| ---- | ---- | ---- | ---- | ---- | ---- | ---- | ---- | ---- |
| 173  | 213  | 241  | 272  | 310  | 287  | 312  | 317  | 337  |

| 2014 | 2019 | 2022 | - | - | - | - | - | - |
| ---- | ---- | ---- | - | - | - | - | - | - |
| 354  | 385  | 400  | - | - | - | - | - | - |

## Lieux et monuments

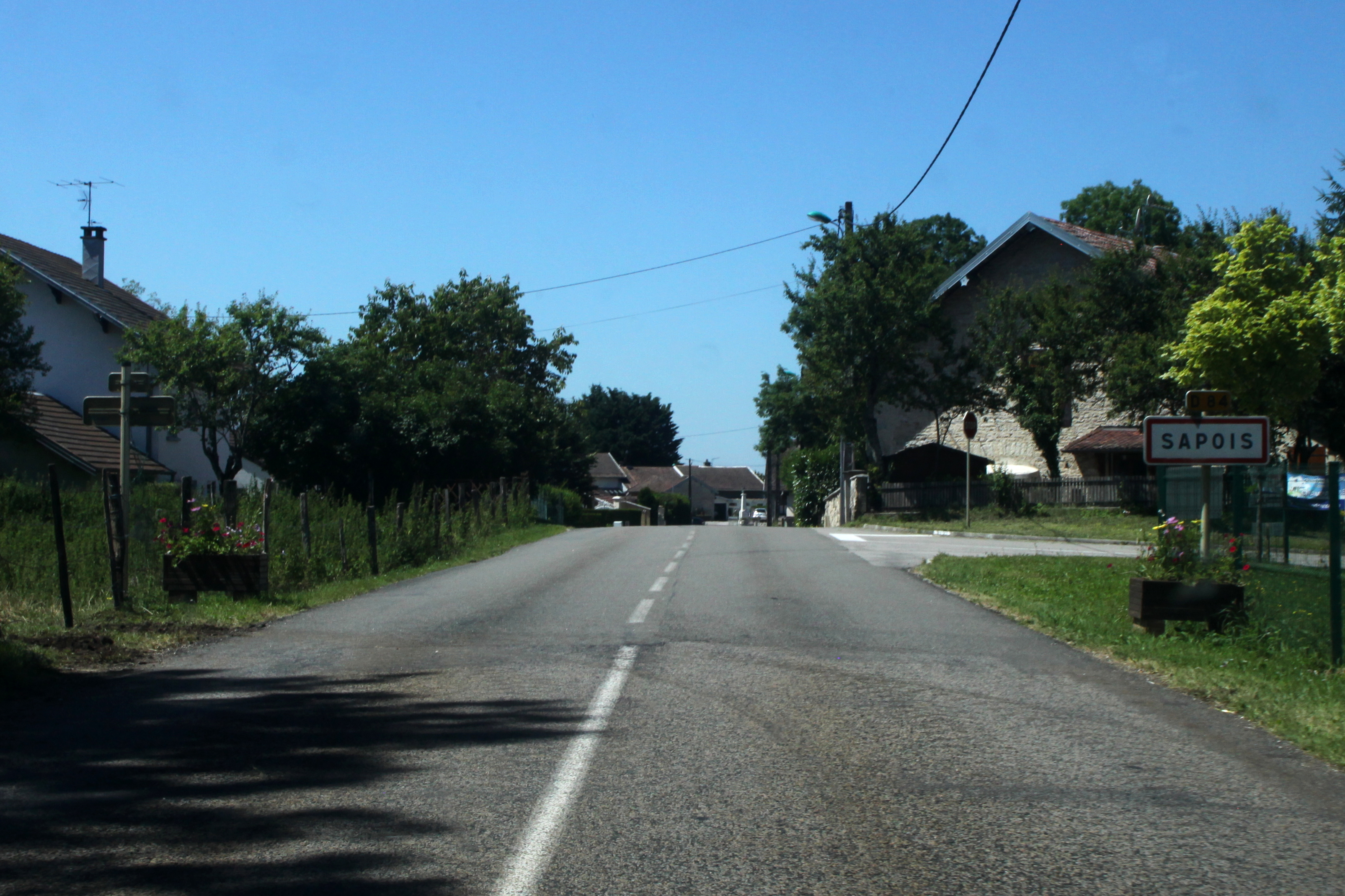
Entrée du village.
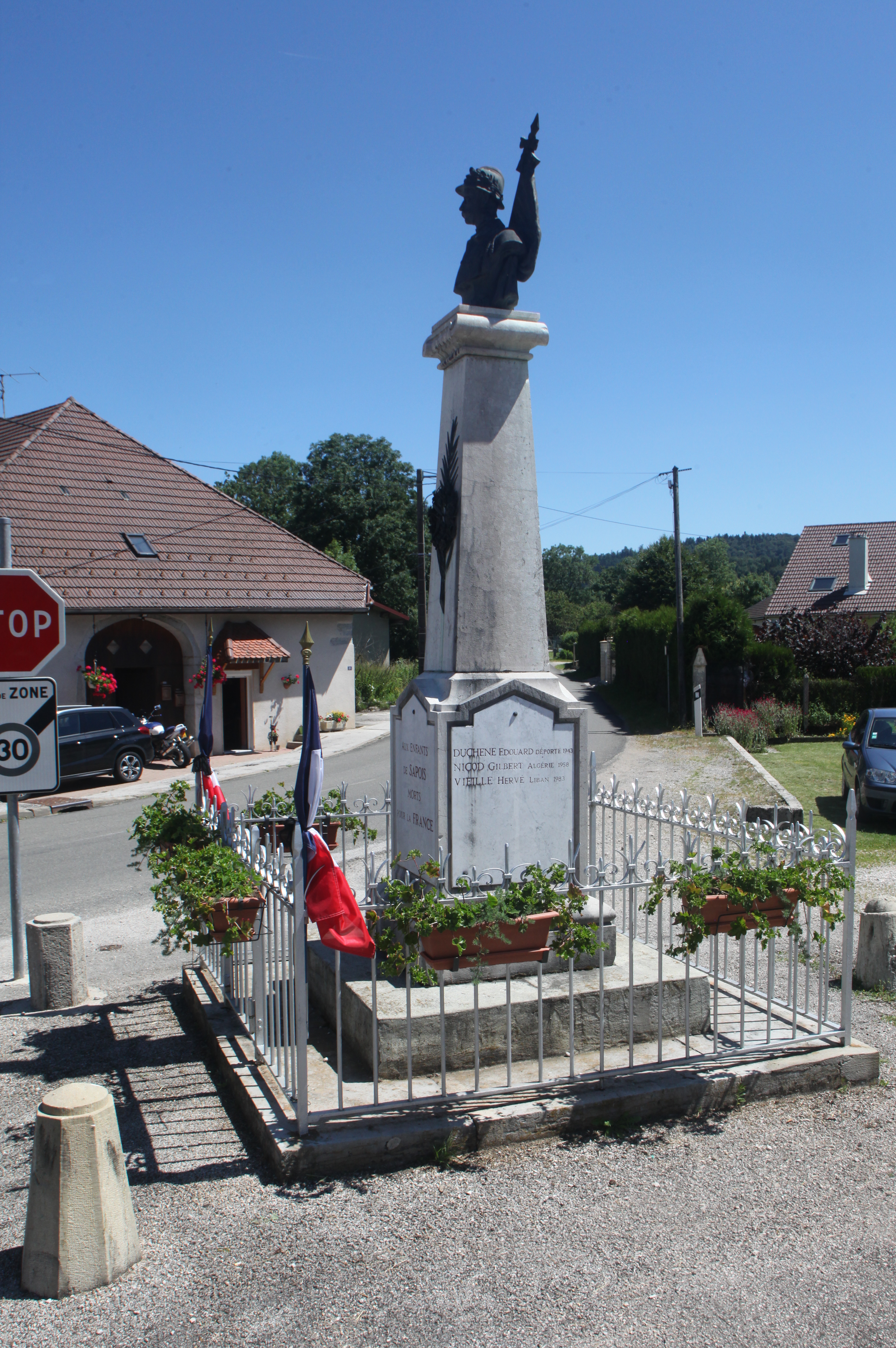
Monument aux morts.

## Personnalités liées à la commune
- André Jourdain (1935-2019), homme politique, Sénateur, Président du Conseil général du Jura, Maire de Sapois de 2001 à 2014.